# Pietrozawodsk (stacja kolejowa)
Pietrozawodsk (ros. Петрозаводск) – stacja kolejowa w Pietrozawodsku, w Republice Karelii, w Rosji. Znajdują się tu trzy perony.